# A kis hableány (film, 1998)
A kis hableány (eredeti cím: The Little Mermaid) ausztrál rajzfilm, amelyet 1998-ban mutattak be. 
A történet Hans Christian Andersen A kis hableány című meséje alapján készült. 
A filmet Magyarországon a televízióban a Minimaxon vetítették le.

## Cselekmény
A tengeren túlra, az ifjú herceg, hajóval megy át. Útközben, ahogy egy hatalmas vihar tör ki, a hajója elsüllyed. A tengerbe fullad sok utas a hajóról. A herceg életét, Miranda, a kis hableány menti meg és belé is szerelmesedik. A hercegért mindent megtesz, még a családját és az otthonát is elhagyja. Miranda hangja csodálatos, amiért cserébe a gonosz tengeri boszorkány az uszonyait átvarázsolja, emberi lábakra. A herceg sajnos amiatt nem ismerte fel, hogy Miranda volt a megmentője, mert nem hallotta a hangját. De a történet végén minden jóra fordul, mert Miranda visszanyeri a csodálatos hangját és hozzámegy a herceghez.

## Szereplők
| Szereplő | Eredeti hang | Magyar hang | Leírás |
| -------- | ------------ | ----------- | ------ |
| Miranda  | ?            |             |        |
| Herceg   | ?            |             |        |